# Huaxiaosaurus
Huaxiaosaurus (лат.) — род травоядных птицетазовых динозавров из семейства гадрозаврид, живших во время верхнего мела на территории современного Китая. Типовой и единственный вид — Huaxiaosaurus aigahtens.
В марте 2008 года при раскопках в карьере близ города Чжучэн провинции Шаньдун, были найдены кости, принадлежащие доисторическим животным. Помимо окаменелостей многих видов, был найден скелет огромного гадрозаврида. Площадь раскопок составила 20 м². После тщательного изучения останков, был сделан вывод, что кости гигантского динозавра принадлежат новому виду, и отличаются от других видов — Shantungosaurus и Zhuchengosaurus.
В 2011 году вышло научное описание, авторами которого были: Zhao Xijin, Wang Kebai и Li Dunjing. Новый вид динозавра был назван Huaxiaosaurus aigahtens. Название рода происходит от Huaxia — древнее название Китая. Видовой эпитет дан на китайском языке, 巨大 (jù dà), и обозначает «гигантский». Aigahtens тождественно латинскому слову giganteus. Huaxiaosaurus не следует путать с «Huaxiasaurus», помеченный в настоящее время как nomen nudum и позже названый Huaxiagnathus.
Ископаемые останки состоят из достаточно полного скелета с черепом. Кости были найдены в геологических слоях Xingezhuang, датируемых кампаном. Сохранились: левое бедро, средняя часть нижней челюсти, большая часть позвоночника, плечевого пояса, передних конечностей, таза и задних конечностей.
Huaxiaosaurus является одним из крупнейших когда-либо обнаруженных гадрозаврид, длина которого составляет 18,7 метров. Реконструированный скелет достигает высоты 11,3 метров.